# Ballina (comté de Tipperary)
Pour les articles homonymes, voir Ballina.
Ballina (en irlandais : Béal an Átha) est une ville du comté de Tipperary en Irlande, située en bordure du Shannon et sur la rive est de Lough Derg.

## Histoire
Ballina était, avec Killaloe sur l'autre rive, un point d'arrêt important pour les barges remontant le Shannon.
Au XIXe siècle et au début du XXe siècle, les mariniers passaient par Ballina pour livrer des marchandises à Dublin. Les liaisons ferroviaires ont concurrencé sérieusement le transport fluvial. En conséquence, les barges, tout en revenant pendant une brève période en 1939–1945, ont disparu dans les années 1920 et 1930. Après avoir été remplacées par de nouvelles lignes qui reliaient directement Limerick à Dublin et tombant en désuétude, les voies ferrées ont été supprimées dans les années 1950.
Pendant la guerre d'indépendance irlandaise (1919-1921), quatre jeunes hommes ont été abattus sur le pont routier entre Ballina et Killaloe en tant qu'hommes présumés de l'IRA par les Black and Tans et leurs auxiliaires. Une plaque commémorative se trouve sur le pont, près de l'endroit où les hommes ont perdu la vie,.

## Démographie
Identifiée comme une "ville de services" dans le plan de développement du comté de North Tipperary 2010-2016, Ballina a connu une croissance démographique "record" à la fin du XXe siècle et au début du XXIe siècle. Dans les vingt années, entre les recensements de 1991 et 2011, la population a augmenté de plus de 500%, passant de 477 à 2 442 habitants. Au recensement de 2016, la ville comptait 2 632 habitants.